# Etiopienflugsnappare
Etiopienflugsnappare (Melaenornis chocolatinus) är en fågel i familjen flugsnappare.

## Utseende och läte
Etiopienflugsnappare är en gråbrun flugsnappare, mörkare på ovansidan och ljusare under, med ett tydligt vitt öga. Den kan förväxlas med törnflugsnappare eller blek flugsnappare, men förekommer i andra miljöer och urskiljs lätt tack vare det ljusa ögat. Den delar levnadsmiljö med mörkgrå flugsnappare, men denna har också mörkt öga och är dessutom mindre. 

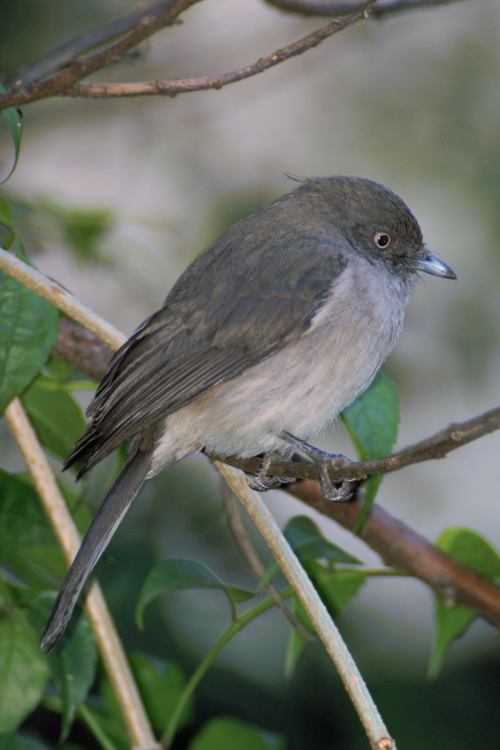

## Utbredning och systematik
Etiopienflugsnappare är endemisk för de etiopiska högländerna. Den delas upp i två underarter med följande utbredning:
- Melaenornis chocolatinus chocolatinus – förekommer på högplatån i södra Eritrea och vidare till västra och centrala Etiopien
- Melaenornis chocolatinus reichenowi – förekommer i högländerna i västra Etiopien (från Wallegha till Gimirra)

## Status och hot
Arten har ett stort utbredningsområde, men tros minska i antal, dock inte tillräckligt kraftigt för att den ska betraktas som hotad. Internationella naturvårdsunionen IUCN listar arten som livskraftig (LC).